# Tom Brittney
Tom Christopher Brittney (Gravesend, 26 ottobre 1990) è un attore britannico.
L'attore è noto soprattutto per aver interpretato il reverendo Will Davenport in Grantchester dalla quarta alla nona stagione.

## Biografia
Tom Brittney è nato a Gravesend, Kent, il 26 ottobre 1990. Si è trasferito nel Devon, dove sua madre, l'autrice Lynn Brittney, insegnava teatro, quando aveva 12 anni.
Ha studiato alla Royal Central School of Speech and Drama di Londra. La prima apparizione televisiva di Brittney è stata nella soap opera Doctors nel 2013. L'anno successivo, si è unito al cast ricorrente della serie Outlander, interpretando il ruolo del tenente Jeremy Foster. È apparso anche in un episodio della serie televisiva della BBC Call the Midwife. Nel 2015, è stato scelto per il ruolo di Ken Howells nel film poliziesco The Five, scritto dall'autore statunitense Harlan Coben. È apparso anche come personaggio ricorrente nella terza stagione di The Syndicate, nel ruolo di Tyler Mitchell, e ha interpretato Roger Lockwood nella serie TV UnReal. Nello stesso anno ha interpretato Greg in Humans. Nel 2017, è apparso come David in X Company e ha interpretato Conrad Habicht in un episodio di Genius.
Nel 2018 si è unito al cast della serie televisiva di ITV Grantchester nei panni del reverendo Will Davenport, il nuovo protagonista. Brittney ha interpretato il ruolo di Billy nel film drammatico Make Me Famous nel 2020.

## Vita privata
Brittney vive a Londra. Uno dei suoi hobby è la fotografia. Ha inoltre rivelato di aver sempre desiderato fare l'attore. A Tom Brittney è stato diagnosticato un disturbo da dismorfismo corporeo.

## Filmografia

### Cinema
- The Unknowns, regia di Gui Branquinho (2014)
- Le stelle non si spengono a Liverpool (Film Stars Don't Die in Liverpool), regia di Paul McGuigan (2017)
- Greyhound - Il nemico invisibile (Greyhound), regia di Aaron Schneider (2020)
- Back in Action, regia di Seth Gordon (2024)

### Televisione
- Doctors – soap opera, 1 puntata (2013)
- L'amore e la vita - Call the Midwife (Call the Midwife) – serie TV, 1 episodio (2014)
- Pramface – serie TV, 1 episodio (2014)
- Outlander – serie TV, 3 episodi (2014)
- Casualty – serie TV, 1 episodio (2014)
- Unreal – serie TV, 6 episodi (2015-2018)
- The Syndicate – serie TV, 3 episodi (2015)
- Humans – serie TV, 1 episodio (2015)
- The Five – serie TV, 8 episodi (2016)
- X Company – serie TV, 3 episodi (2017)
- Genius – serie TV, 1 episodio (2017)
- Grantchester – serie TV, 34 episodi (2019-2024)
- Dolly Parton: Le corde del cuore (Dolly Parton's Heartstrings) – serie TV, 1 episodio (2019)
- Make Me Famous – film TV (2020)
- Invasion – serie TV, 1 episodio (2021)